# Matthias Braunöder
Matthias Braunöder (Eisenstadt, 27 marzo 2002) è un calciatore austriaco, centrocampista del Bari, in prestito dal Como, e della nazionale Under-21 austriaca.

## Carriera

### Club
Cresciuto nel settore giovanile dell'Austria Vienna, esordisce in prima squadra il 26 gennaio 2021, disputando l'incontro di Bundesliga vinto per 0-4 contro l'Admira Wacker Mödling.
Il 25 gennaio 2024 viene ceduto in prestito al Como; il 14 giugno si trasferisce a titolo definitivo, firmando un triennale con i lariani. Il 19 agosto fa anche il suo esordio in serie A, nella partita persa per 3-0 in casa della Juventus.
Il 6 agosto 2025 passa in prestito al Bari, in Serie B.

### Nazionale
Ha giocato in tutte le nazionali giovanili austriache comprese tra l'Under-15 e l'Under-18, oltre che nella nazionale Under-21, nella quale ha esordito nel 2021.

## Statistiche

### Presenze e reti nei club
Statistiche aggiornate al 17 agosto 2025.
| Stagione                 | Squadra                  | Campionato               | Campionato | Campionato | Coppe nazionali | Coppe nazionali | Coppe nazionali | Coppe continentali | Coppe continentali | Coppe continentali | Altre coppe | Altre coppe | Altre coppe | Totale | Totale |
| Stagione                 | Squadra                  | Comp                     | Pres       | Reti       | Comp            | Pres            | Reti            | Comp               | Pres               | Reti               | Comp        | Pres        | Reti        | Pres   | Reti   |
| ------------------------ | ------------------------ | ------------------------ | ---------- | ---------- | --------------- | --------------- | --------------- | ------------------ | ------------------ | ------------------ | ----------- | ----------- | ----------- | ------ | ------ |
| 2019-2020                | Austria Vienna II        | 1L                       | 12         | 0          | -               | -               | -               | -                  | -                  | -                  | -           | -           | -           | 12     | 0      |
| 2020-2021                | Austria Vienna II        | 1L                       | 28         | 2          | -               | -               | -               | -                  | -                  | -                  | -           | -           | -           | 28     | 2      |
| ago. 2021                | Austria Vienna II        | 1L                       | 1          | 0          | -               | -               | -               | -                  | -                  | -                  | -           | -           | -           | 1      | 0      |
| Totale Austria Vienna II | Totale Austria Vienna II | Totale Austria Vienna II | 41         | 2          |                 | -               | -               |                    | -                  | -                  |             | -           | -           | 41     | 2      |
| gen. 2021                | Austria Vienna           | BL                       | 1          | 0          | CA              | -               | -               | -                  | -                  | -                  | -           | -           | -           | 1      | 0      |
| 2021-2022                | Austria Vienna           | BL                       | 27         | 1          | CA              | 2               | 0               | UECL               | 0                  | 0                  | -           | -           | -           | 29     | 1      |
| 2022-2023                | Austria Vienna           | BL                       | 31+2       | 2+0        | CA              | 3               | 0               | UEL+UECL           | 2+6                | 0+1                | -           | -           | -           | 44     | 3      |
| 2023-gen. 2024           | Austria Vienna           | BL                       | 16         | 0          | CA              | 3               | 0               | UECL               | 4                  | 0                  | -           | -           | -           | 23     | 0      |
| Totale Austria Vienna    | Totale Austria Vienna    | Totale Austria Vienna    | 77         | 3          |                 | 8               | 0               |                    | 12                 | 1                  |             | -           | -           | 97     | 4      |
| gen.-giu. 2024           | Como                     | B                        | 13         | 1          | CI              | -               | -               | -                  | -                  | -                  | -           | -           | -           | 13     | 1      |
| 2024-2025                | Como                     | A                        | 8          | 0          | CI              | 1               | 0               | -                  | -                  | -                  | -           | -           | -           | 9      | 0      |
| Totale Como              | Totale Como              | Totale Como              | 21         | 1          |                 | 1               | 0               |                    | -                  | -                  |             | -           | -           | 22     | 1      |
| 2025-2026                | Bari                     | B                        | 0          | 0          | CI              | 1               | 0               | -                  | -                  | -                  | -           | -           | -           | 1      | 0      |
| Totale carriera          | Totale carriera          | Totale carriera          | 139        | 6          |                 | 10              | 0               |                    | 12                 | 1                  |             | -           | -           | 161    | 7      |